# Carlos Oliveira (jornalista)
Carlos Oliveira (São Paulo, 195?) é um jornalista e apresentador de televisão brasileiro. Foi um dos âncoras do canal de notícias BandNews.

## Carreira
Ainda criança, o talento do jornalista o levou a apresentar o programa Gente Jovem, na TV Cultura, e aos quinze anos entrou para a locução na Rádio Difusora de Jundiaí. Mais tarde tornou-se diretor de jornalismo da Rádio Notícia da cidade de Americana. Como locutor, atuou ainda na Bandeirantes FM, Jovem Pan, Manchete FM, Eldorado, Antena 1 e Cultura. Formado em jornalismo e propaganda, Carlos Oliveira trabalhou  na Rede Record, no SBT fez o boletim dos Jogos Olímpicos de Verão de 2000 , e ainda em 2000 foi para a Rede Bandeirantes. Entre 2001 a 2015 foi um dos apresentadores da BandNews.
Em 1989 foi laureado com o prêmio de melhor locutor de rádio FM do ano, pela Associação Paulista dos Críticos de Arte - APCA,  e em 2011 foi um dos indicados ao Troféu Raça Negra como melhor jornalista masculino.
O jornalista fez ainda dublagem de filmes e locução para diversos documentários da televisão brasileira.

## Vida pessoal
Proveniente de uma família de músicos, e com avô maestro, aos seis anos começou a aprender a tocar instrumentos musicais, vindo mais tarde a se aprofundar em órgão. O apresentador já foi campeão brasileiro e sul-americano de taekwondo nos anos 1980.

## Filmografia
| Ano       | Nome               | Função       | Emissora         |
| --------- | ------------------ | ------------ | ---------------- |
| 1990-1995 | Jornal da Record   | Apresentador | Rede Record      |
| 1993-1995 | Informe São Paulo  | Apresentador | Record São Paulo |
| 1995-1997 | Repórter Record    | Apresentador | Rede Record      |
| 2000      | Boletim Olímpico   | Apresentador | SBT              |
| 2001-2015 | Madrugada BandNews | Apresentador | BandNews TV      |